# Шавань (Иль и Вилен)
Шавань (фр. Chavagne) — коммуна на северо-западе Франции, находится в регионе Бретань, департамент Иль и Вилен, округ Ренн, кантон Ле-Рё. Расположена в 12 км к юго-западу от Ренна, в месте впадения реки Мё в Вилен. Через территорию коммуны проходит национальная автомагистраль N24.
Население (2018) — 4 187 человек. 

## Достопримечательности
- Церковь Святого Мартина конца XIX века
- Особняки XVII-XIX веков

## Экономика
Структура занятости населения:
- сельское хозяйство — 4,1 %
- промышленность — 6,6 %
- строительство — 15,4 %
- торговля, транспорт и сфера услуг — 43,0 %
- государственные и муниципальные службы — 30,9 %

Уровень безработицы (2018) — 8,5 % (Франция в целом —  13,4 %, департамент Иль и Вилен — 10,4 %). 

Среднегодовой доход на 1 человека, евро (2018) — 23 380 (Франция в целом — 21 730, департамент Иль и Вилен — 22 230).

## Демография
Динамика численности населения, чел.

## Администрация
Пост мэра Шаваня с 2016 года занимает Рене Буйон (René Bouillon). На муниципальных выборах 2020 года возглавляемый им левый список был единственным.
| Период | Период | Фамилия    | Партия                               | Примечания                                       |
| ------ | ------ | ---------- | ------------------------------------ | ------------------------------------------------ |
| 1977   | 1995   | Арман Баго | Разные правые                        | инспектор системы социальной защиты фермеров MSA |
| 1995   | 2008   | Лоик Блен  | Союз за народное движение            | работник банка                                   |
| 2008   | 2016   | Андре Крок | Разные левые                         | инженер-эколог                                   |
| 2016   |        | Рене Буйон | Разные левые Социалистическая партия | работник аппарата Академии Ренна                 |